# Stoepa

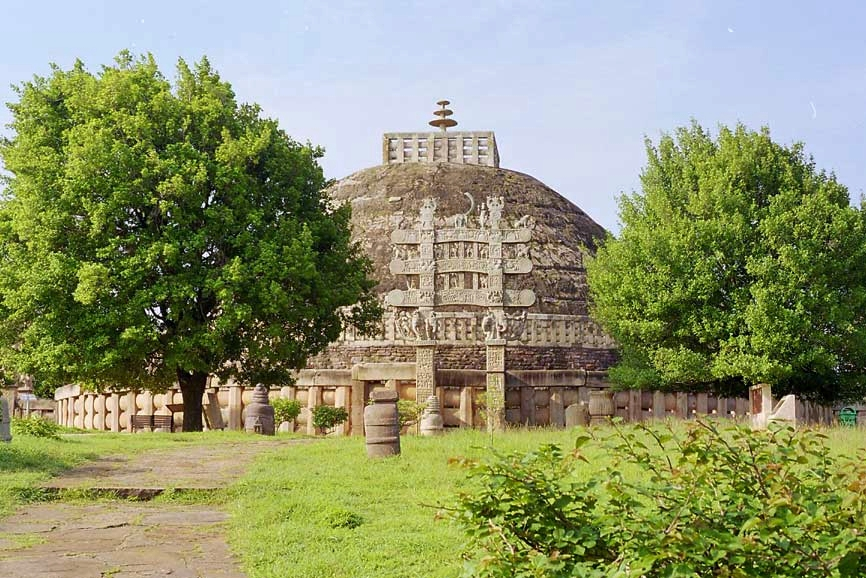
De 'Grote Stoepa' in Sanchi, India

Een stoepa of stupa is een boeddhistisch bouwwerk dat de relieken van een boeddhistische heilige bevat. Een stoepa is van oorsprong een massief rond gebouw op een vierkante verhoging. Stoepa's zijn in grote delen van het zuiden en oosten van Azië te vinden.

## Ontwikkeling
Oorspronkelijk waren stoepa’s hopen van steen of aarde waarin sharira-relieken van Boeddha begraven lagen. Bijvoorbeeld een haar of een sleutelbeen, die wonderbaarlijke krachten zouden hebben.
Later ontwikkelden deze bouwwerken zich tot grote, halfronde cirkels met onder andere de torana (poort), de vedica, de harmika (vierkant, omheind platform boven op de stoepa), de chattrayashti en een rondgang om de stoepa. Middenin werden nog steeds de relikwieën bewaard.
Later ontwikkelde zich de pagode uit de stoepa, toen het boeddhisme zich verspreidde in Azië. Tegenwoordig is er nauwelijks een onderscheid aan te brengen tussen de stoepa en de pagode, alhoewel de laatste eerder verwijst naar de gebouwen in Oost-Azië. De Japanse pagode (tō of sōtōba, afgeleid van stupa) is zeer gevarieerd van vorm (van relatief breed en laag tot smal met een relatief klein grondvlak en hoog), van materiaal (aarde, steen, hout, metaal) en van grootte (van enkele dm tot tiental m.
De oudste nog bestaande stoepa staat waarschijnlijk in Mankiala (Pakistan). Deze werd in de 2e eeuw gebouwd. De Dhamekstoepa in India werd rond het jaar 500 gebouwd, maar staat op de plek van een stoepa uit de 2e eeuw v.Chr.. De hoogste stoepa is de Wat Phra Pathom Chedi in Thailand, die 127 meter hoog is. Bekend zijn ook de twee grote stoepa’s in de Kathmandu-vallei. Ook in Nederland is een stoepa te vinden: deze staat in het klooster Karma Deleg Chö Phel Ling, vlak bij het Friese Hantum.

## Symboliek van de stoepa

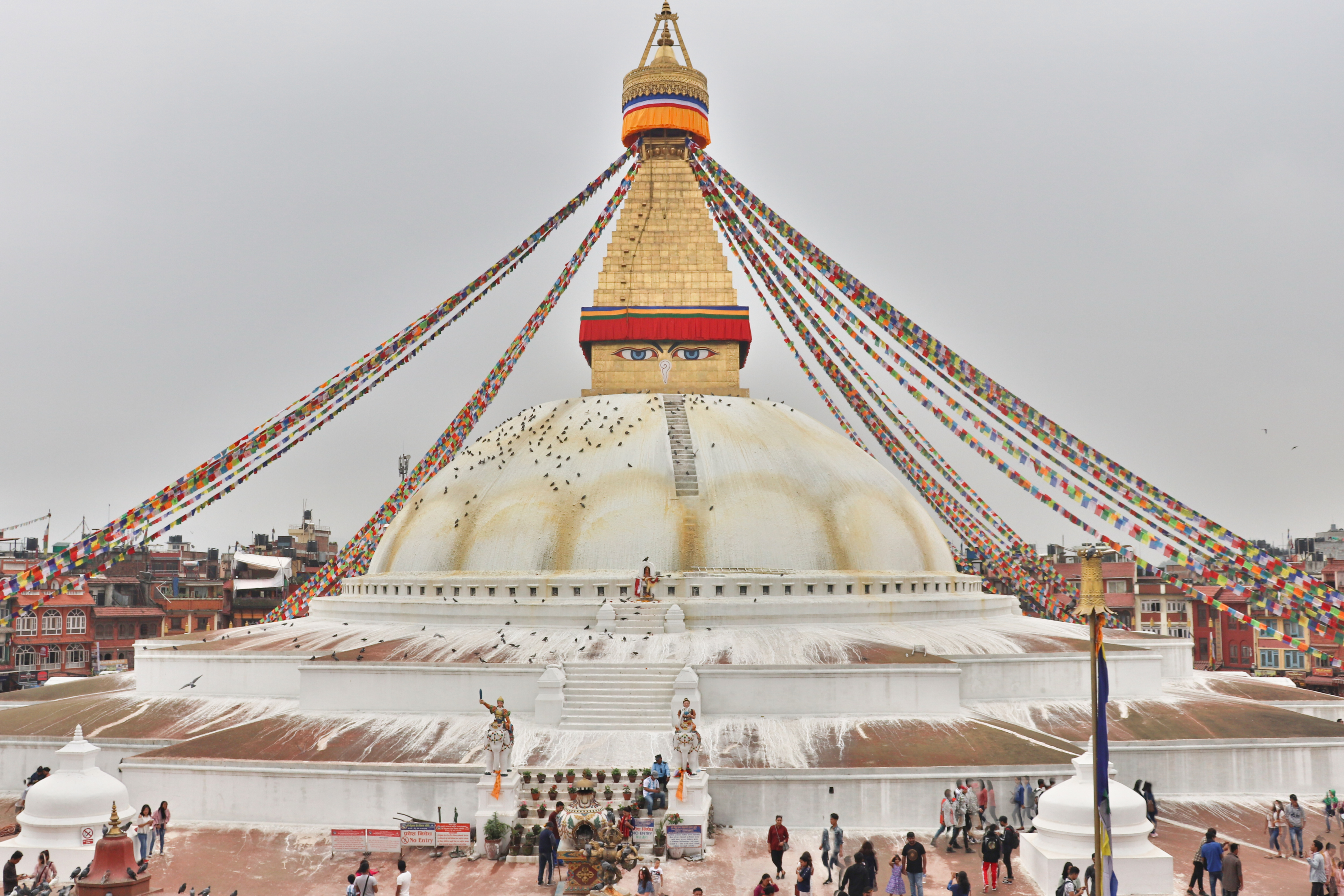
Bouddhanath stoepa, Kathmandu, Nepal

De ronde vorm van de stoepa staat symbool voor Boeddha. Die zit in een mediterende pose op het vierkante terras dat een troon representeert. De vierkante harmika is het hoofd van de Boeddha. Hierop bevindt zich de kroon.
In Tibet is het gebruikelijk voor gelovigen om zeven rondes om de stoepa te lopen, waarbij men een gebedsmolen ronddraait en gebeden doet. Tot de boeddhistische devotie in Zuidoost-Azië behoort dat men met de klok mee om de stoepa loopt.
Naast echte relikwieën worden in de stoepa ook offers begraven. Deze worden in het Tibetaans Boeddhisme tsa-tsa's genoemd.
De Japanse gorintō of gorin sōtōba is een massieve stoepa met vijf 'ringen' van enkele dm tot hoogstens enkele meters hoog. De vijf 'ringen' van de gorintō symboliseren van boven naar beneden:
| vorm         | Japans        | symbool         | schema |
| 1. 'Juweel'  | kūrin (空輪)  | Ruimte of Geest |        |
| 2. Halve bol | fūrin (風輪)  | Wind of Lucht   |        |
| 3. Piramide  | karin (火輪)  | Vuur            |        |
| 4. Bol       | suirin (水輪) | Water           |        |
| 5. Kubus     | chirin (地輪) | Aarde           |        |

Deze opbouw is bij verschillende typen Japanse pagodes (tō) soms min of meer herkenbaar, evenals bij verschillende typen traditionele Japanse lantaarns (tōrō).

## Tibetaanse stoepa's

De acht soorten stoepa's die de levensfasen van Boeddha representeren

In het Tibetaans boeddhisme zijn er acht soorten stoepa's die fases in het leven van Boeddha representeren:
1. De Lotus- of geboortestoepa staat voor de geboorte van Boeddha en is versierd met lotusbloemen. Deze heeft vier trappen die de vier richtingen symboliseren die weer staan voor de vier Brahmaviharā.
2. De stoepa van verlichting staat voor het moment waarop Boeddha op 35-jarige leeftijd het pad van verlichting insloeg.
3. De stoepa van de vele deuren en poorten staat voor de lessen die Boeddha gaf aan zijn leerlingen.
4. De stoepa van de terugkeer uit de hemel
5. De stoepa van de grote wonderen: Toen Boeddha vijftig was overwon hij een aantal demonen door grote wonderen te verrichtten.
6. De stoepa van de boetedoening
7. De stoepa van de overwinning
8. De stoepa van het Nirwana: Toen Boeddha tachtig was werd hij opgenomen in het Nirwana.

De Kalachakra stoepa symboliseert geen levensfase maar staat voor 'positieve energie'.

## De oprichting van een stoepa
De bouw van een stoepa is een belangrijk karma voor Boeddhisten. Op het moment dat deze af is, moet de stoepa ingewijd worden. Tijdens deze ceremonie wordt de levensboom, een langwerpige staaf, in het binnenste van de stoepa geplaatst. Elke deelnemer maakt een gekleurd lint aan de boom vast en blijft dit vasthouden. De deelnemers bidden en doen hun wensen, waarna de stoepa in gebruik is genomen.
Een eenmaal ingewijde stoepa mag nooit meer vernietigd worden.

## Regionale namen voor de stoepa
| Regionale namen voor de stoepa en pagode | Regionale namen voor de stoepa en pagode | Regionale namen voor de stoepa en pagode |
| Regio                                    | Naam                                     | subtype                                  |
| ---------------------------------------- | ---------------------------------------- | ---------------------------------------- |
| Bhutan                                   | Chörten                                  | Chörten                                  |
| Tibet                                    | Chörten                                  | Chörten                                  |
| Cambodja                                 | Chedey                                   | Chedey                                   |
| China                                    | Ta ("toren")                             | Ta ("toren")                             |
| Indonesië                                | Candi                                    | Candi                                    |
| Japan                                    | Tō ("toren", "pagode")                   | Gorintō, Gorintōba                       |
| Japan                                    | Tō ("toren", "pagode")                   | Hyakumantō                               |
| Japan                                    | Tō ("toren", "pagode")                   | Hōkyōintō                                |
| Japan                                    | Tō ("toren", "pagode")                   | Hōtō                                     |
| Japan                                    | Tō ("toren", "pagode")                   | Itabi                                    |
| Japan                                    | Tō ("toren", "pagode")                   | Itabō, Itatōba, Bantōba                  |
| Japan                                    | Tō ("toren", "pagode")                   | Kasatōba                                 |
| Japan                                    | Tō ("toren", "pagode")                   | Muhōtō                                   |
| Japan                                    | Tō ("toren", "pagode")                   | Sekitō                                   |
| Japan                                    | Tō ("toren", "pagode")                   | Sōrintō                                  |
| Japan                                    | Tō ("toren", "pagode")                   | Sōtō                                     |
| Japan                                    | Tō ("toren", "pagode")                   | Sotōba                                   |
| Japan                                    | Tō ("toren", "pagode")                   | Tajūtō, Tasōtō                           |
| Korea                                    | Tap, tab                                 | Tap, tab                                 |
| Laos                                     | That                                     | That                                     |
| Sri Lanka                                | Dagoba                                   | Dagoba                                   |
| Thailand                                 | Chedi                                    | Chedi                                    |

## Afbeeldingen

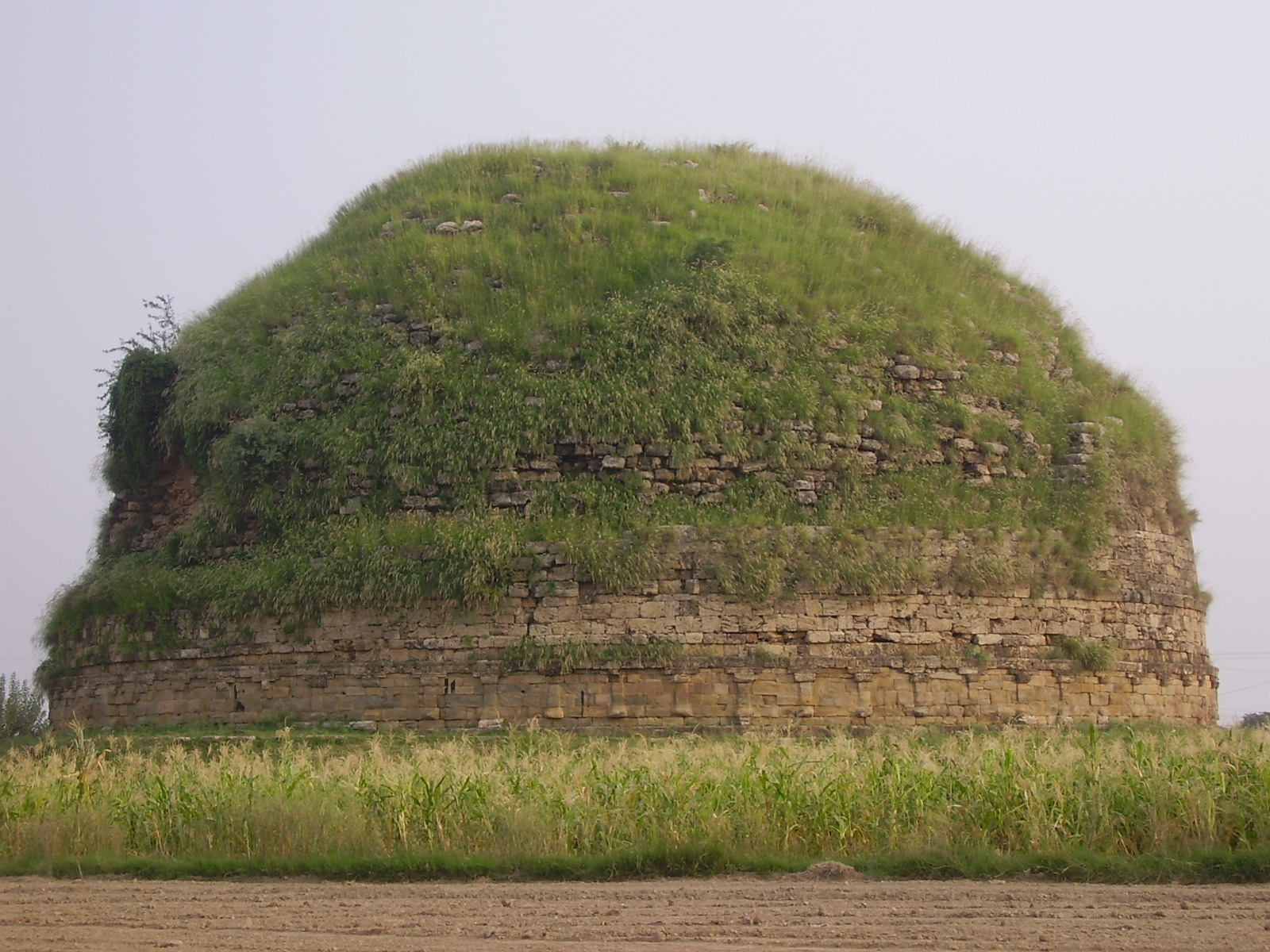
De stoepa van Maniakala, mogelijk de oudste stoepa ter wereld
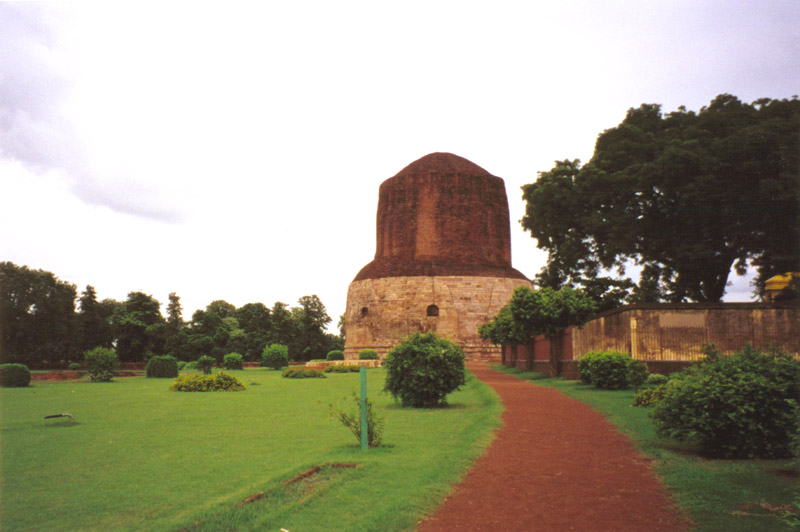
De Dhamekstoepa in India
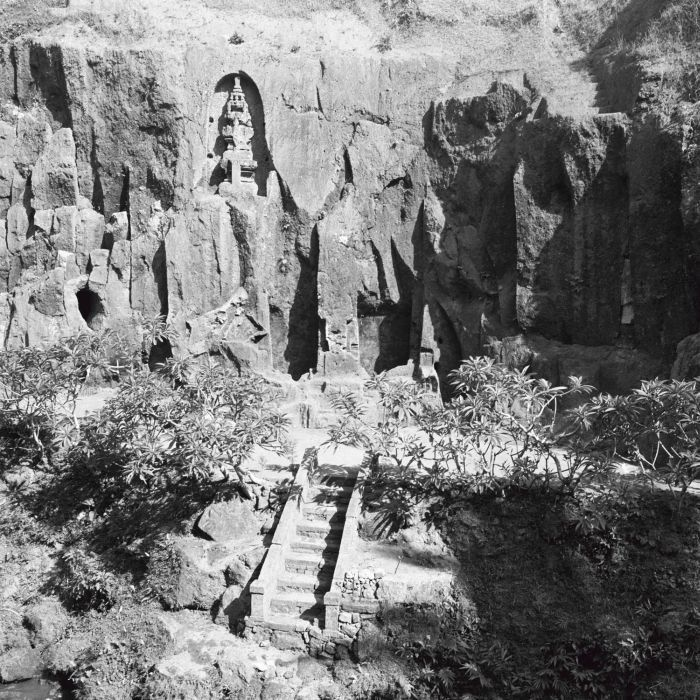
Candi Kelebutan
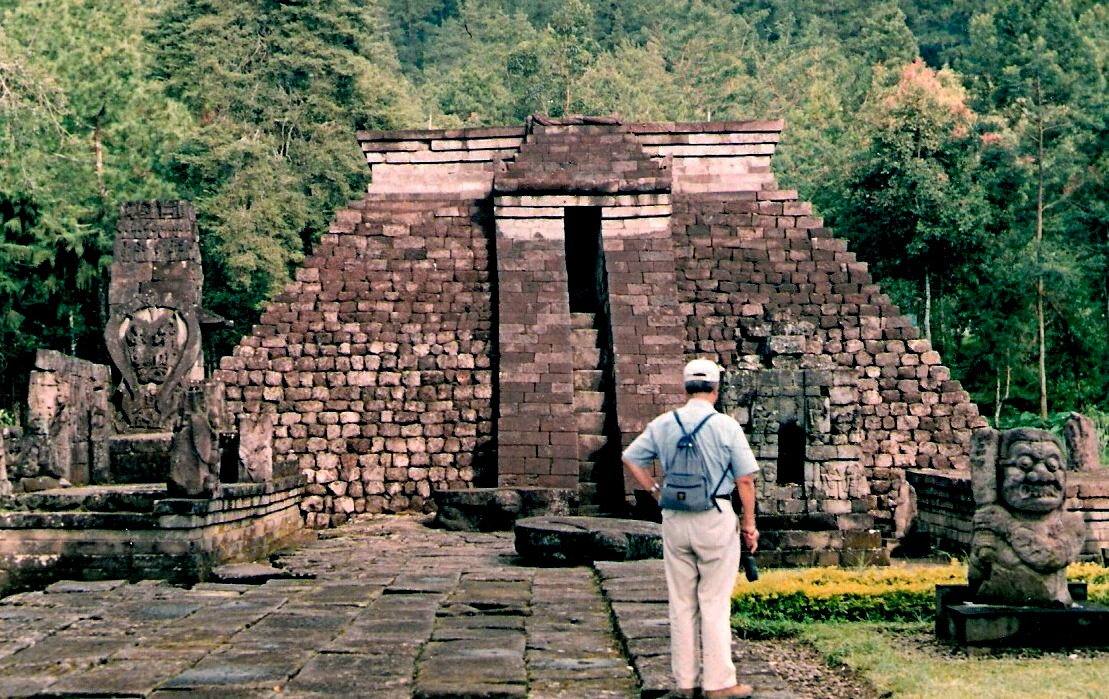
Candi Sukuh
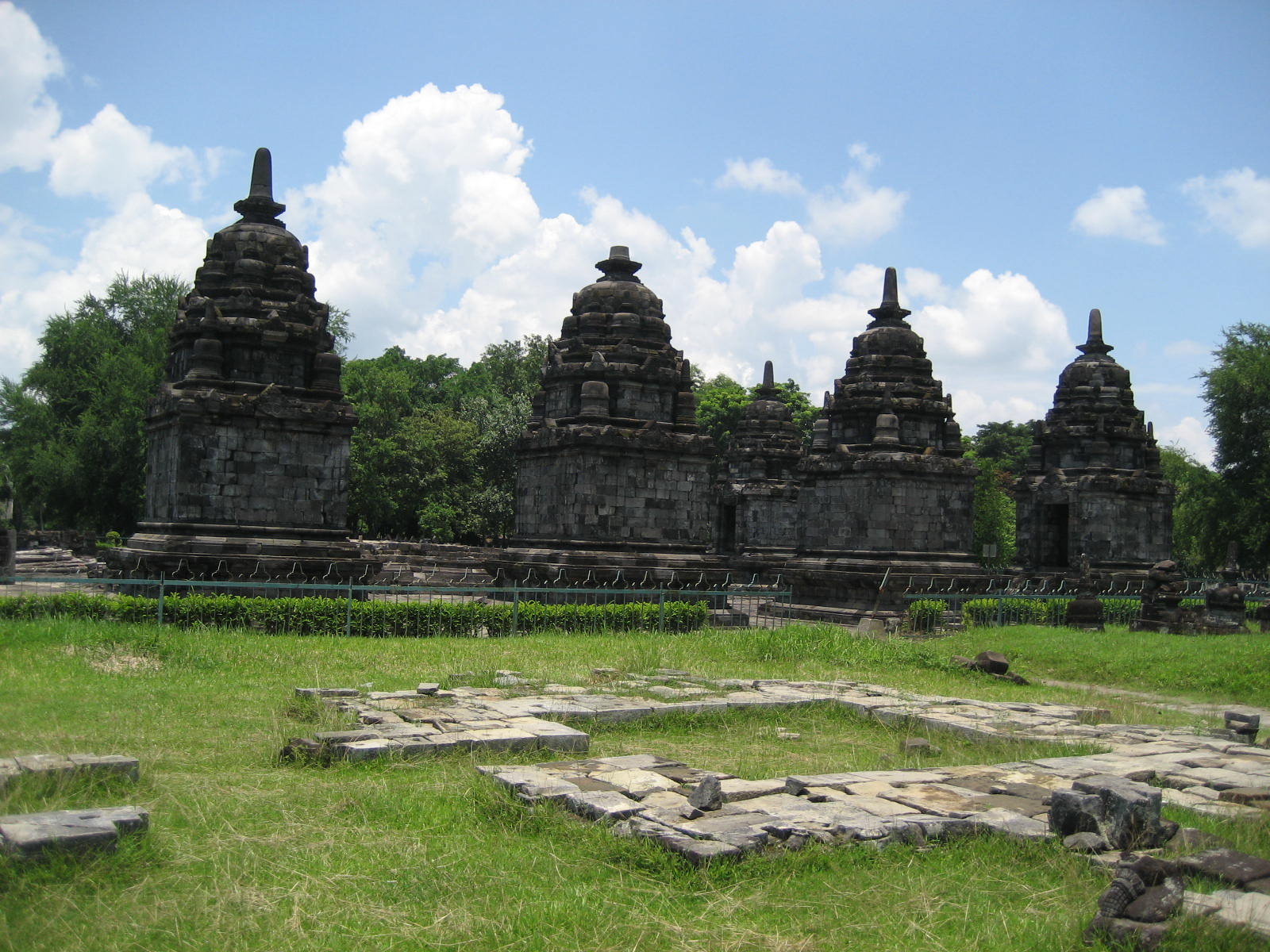
Candi Lumbung
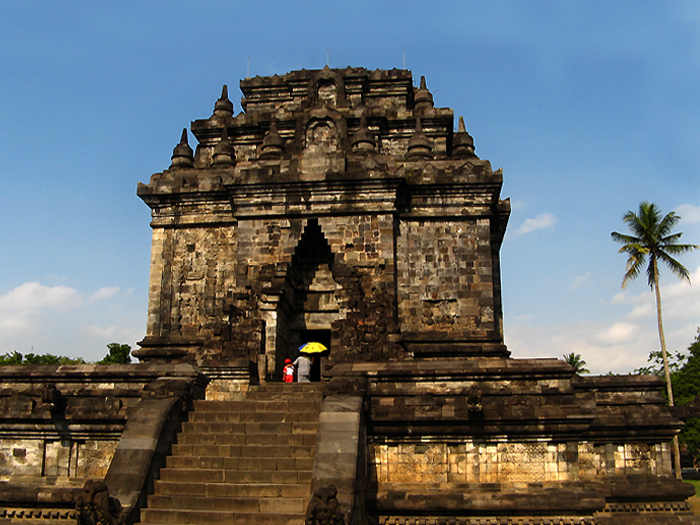
Candi Mendut
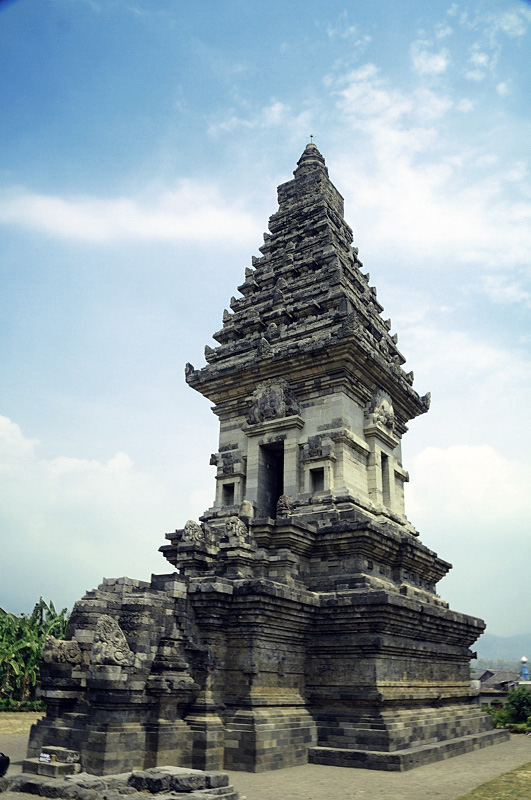
Candi Jawi
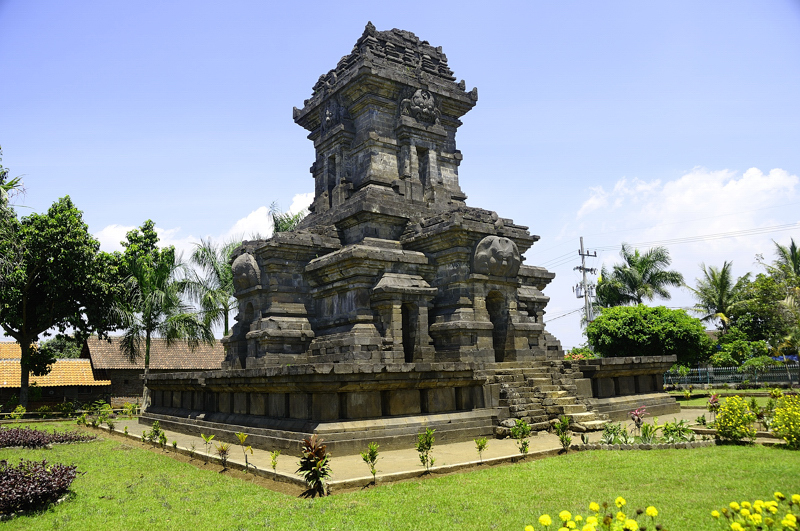
Candi Singosari
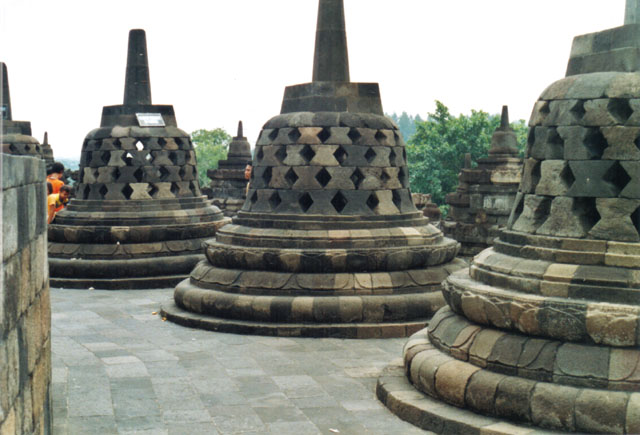
Stoepa´s op de Borobudur
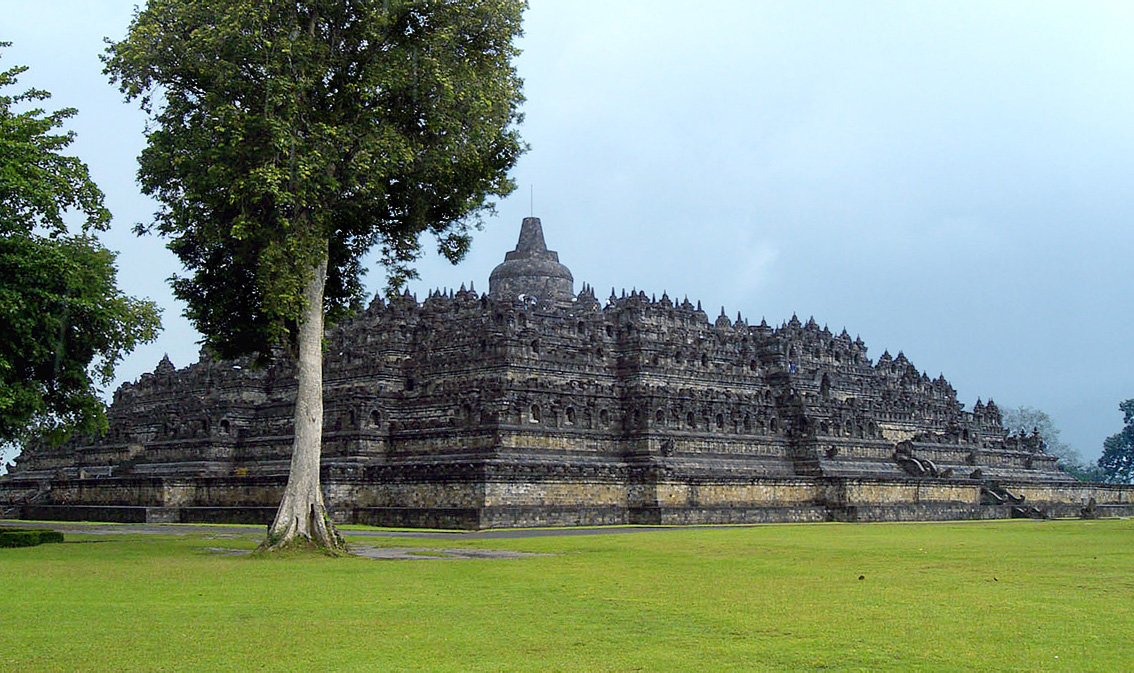
De Borobudur met vele stoepa´s is als geheel gebouwd als een stoepa
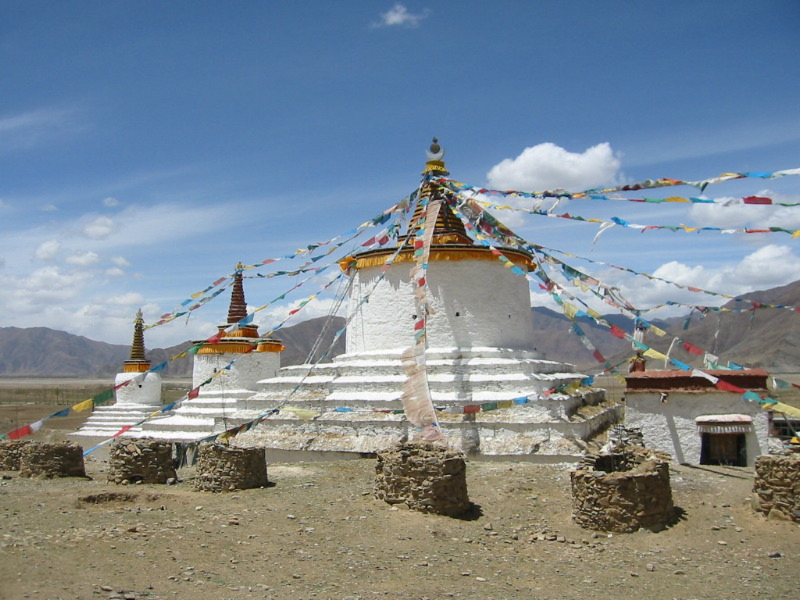
Chörten, Tibet
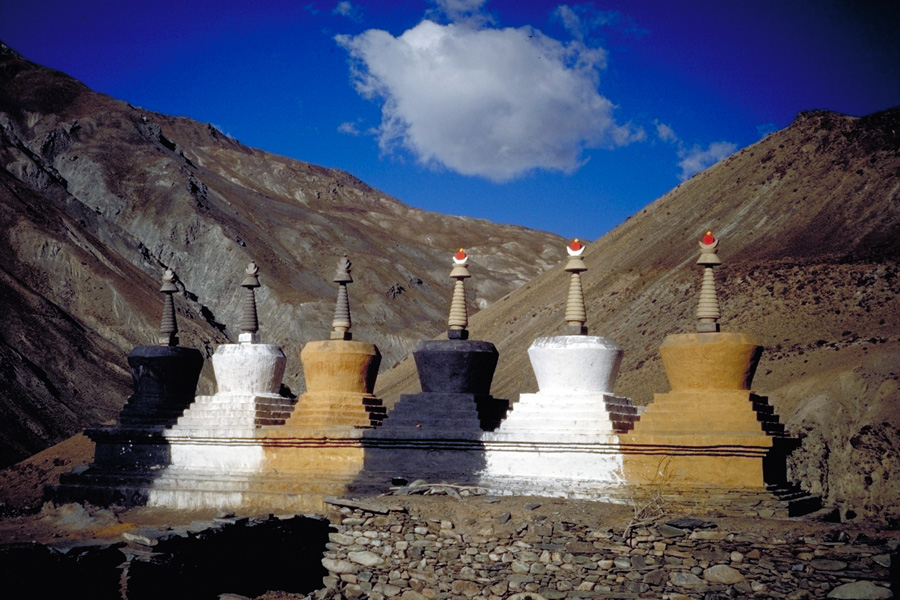
Chörten
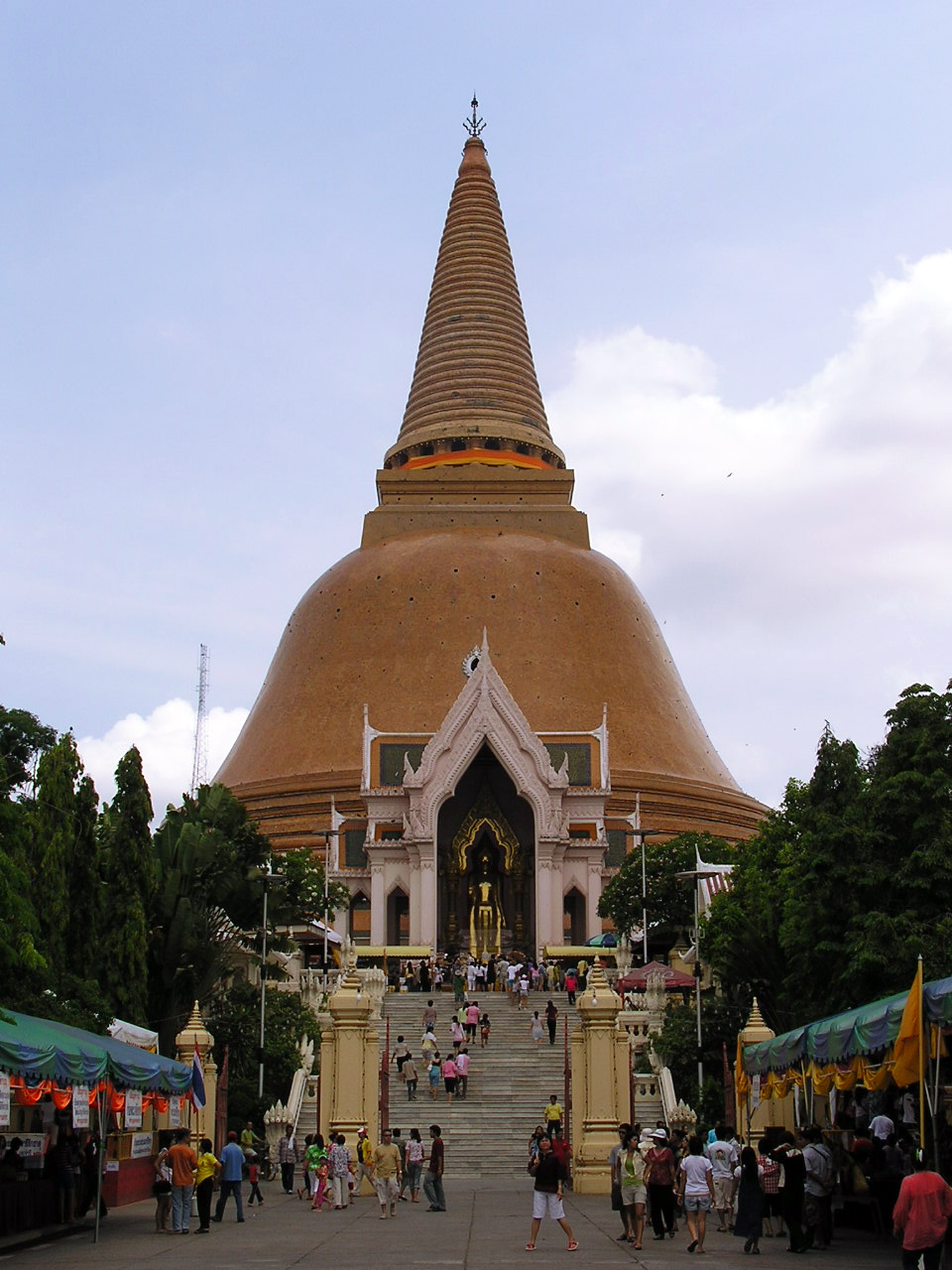
Phra Pathom Chedi
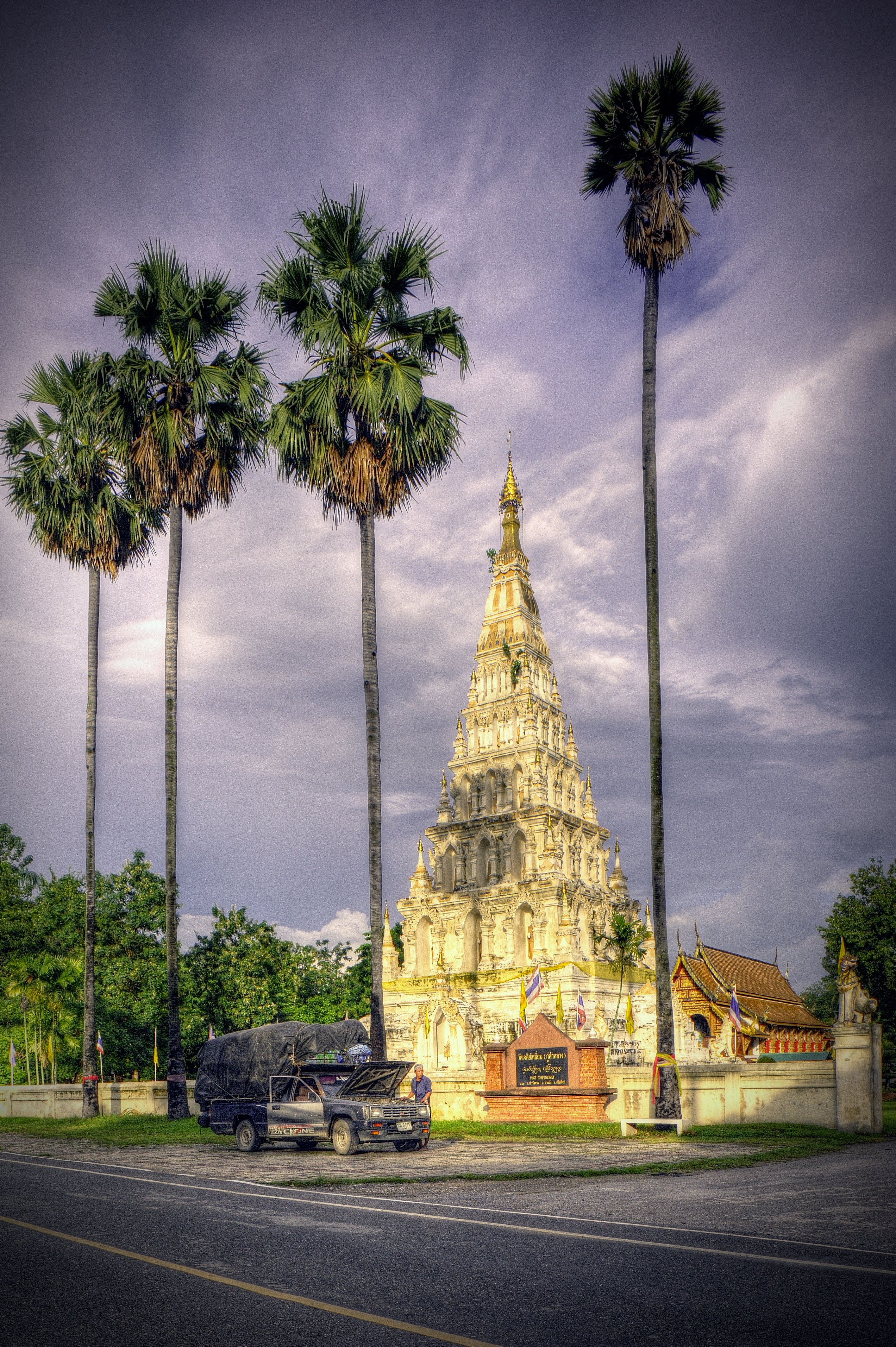
De vierkante Chedi Liem bij Chiang Mai
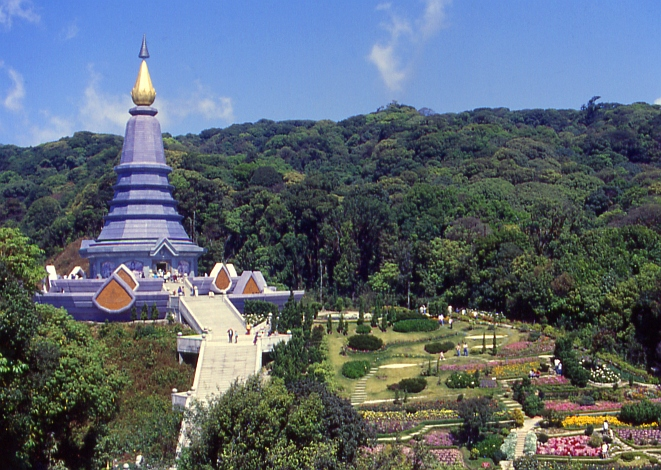
Napapon Phoom-siri Chedi
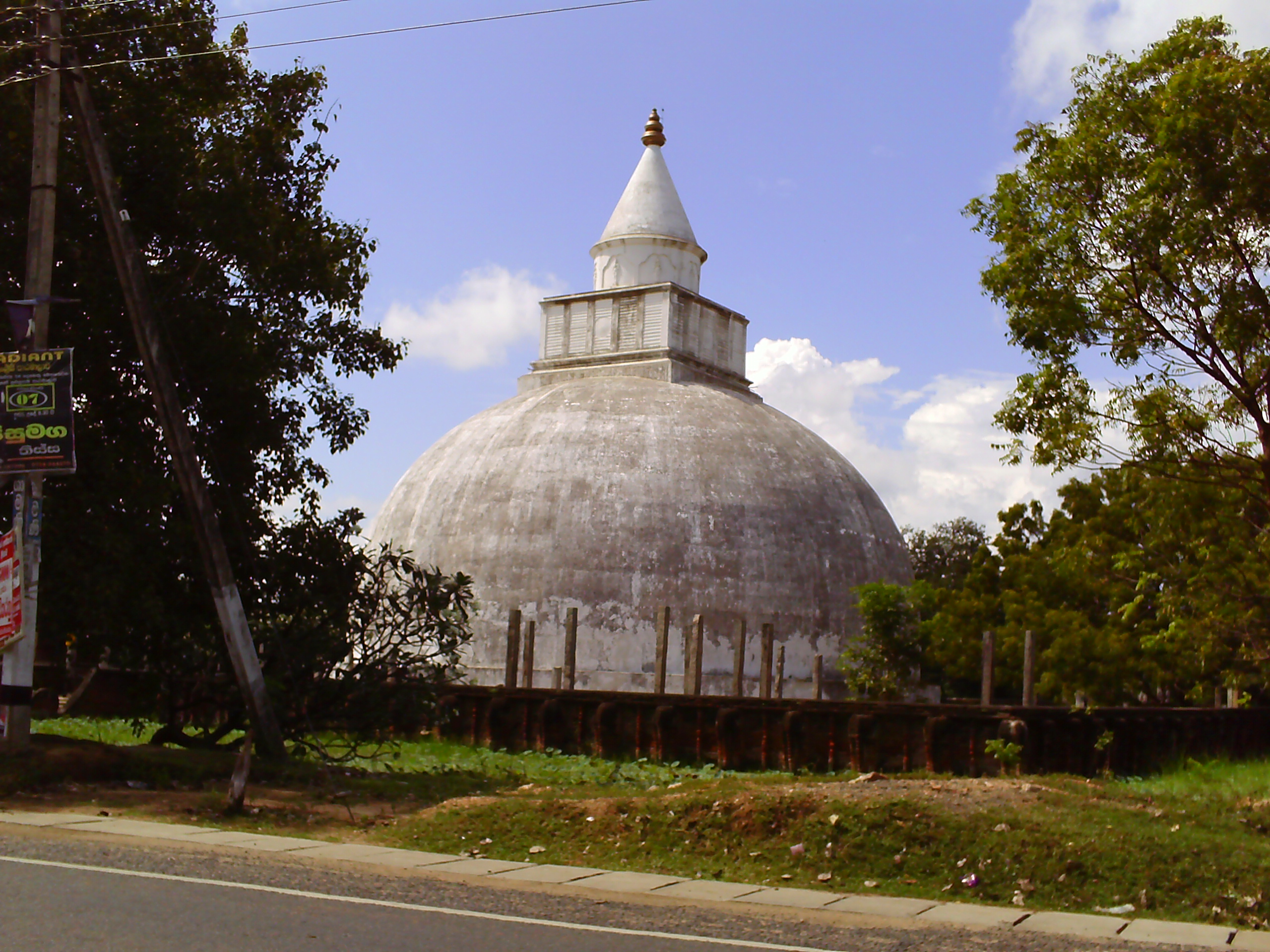
Dagoba
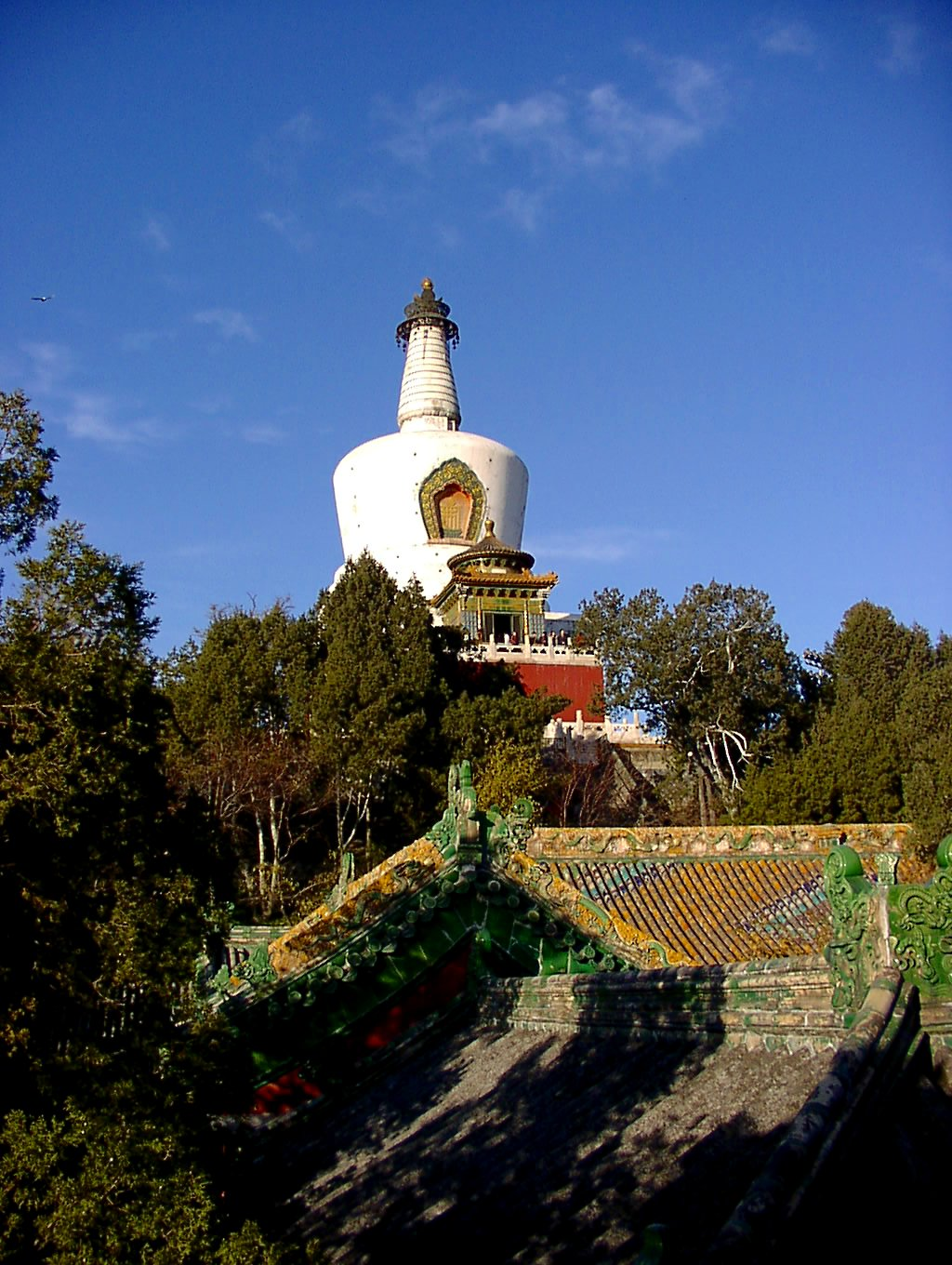
Dagoba in Peking
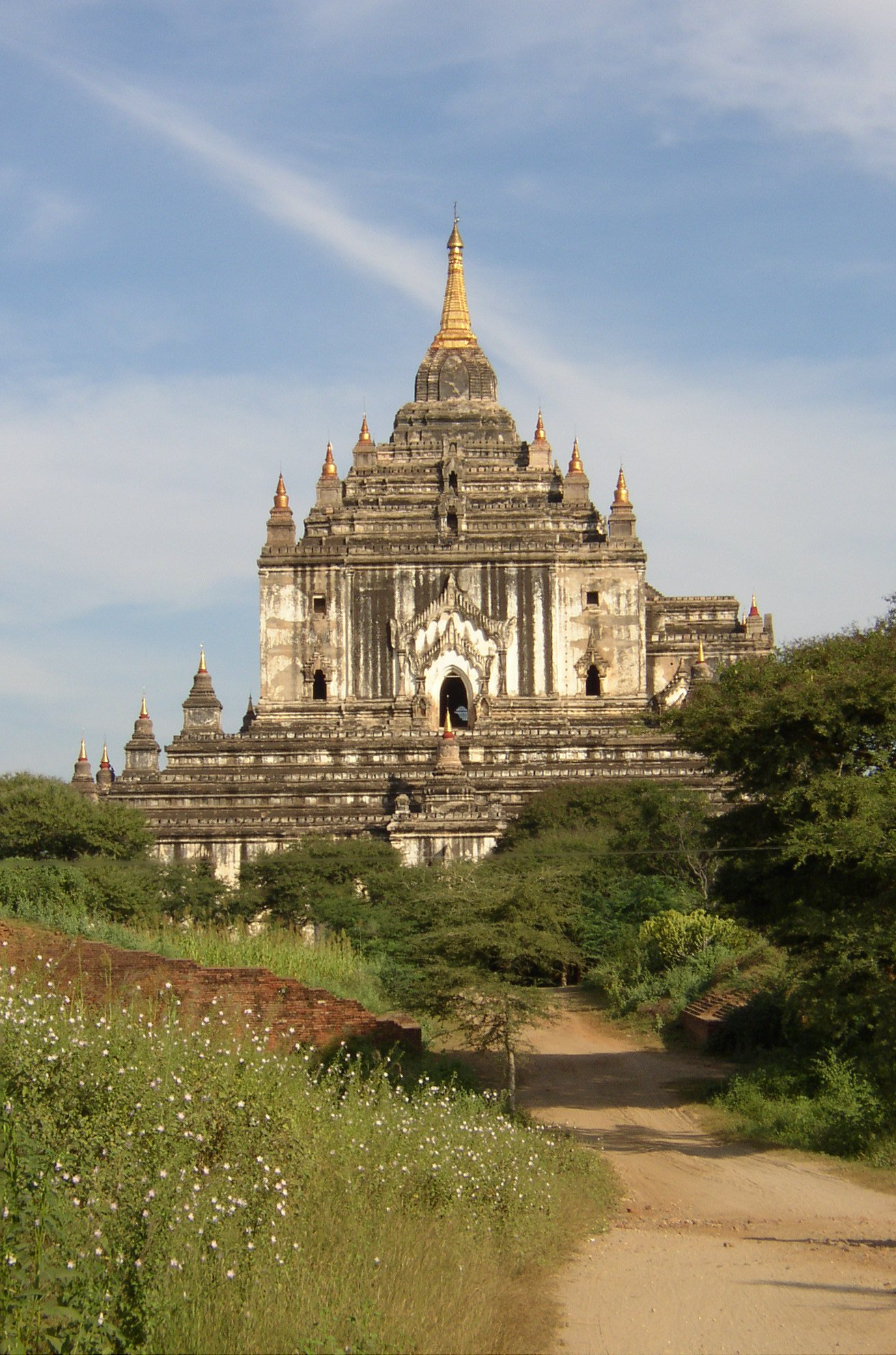
That-byin-nyu
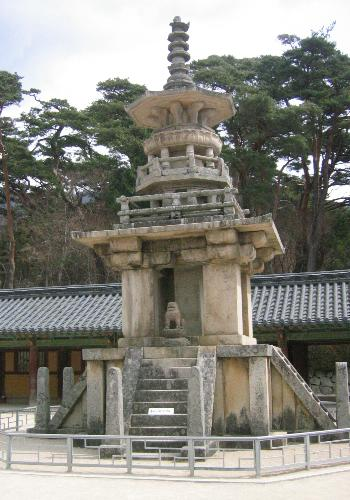
Dabotap, Zuid Korea
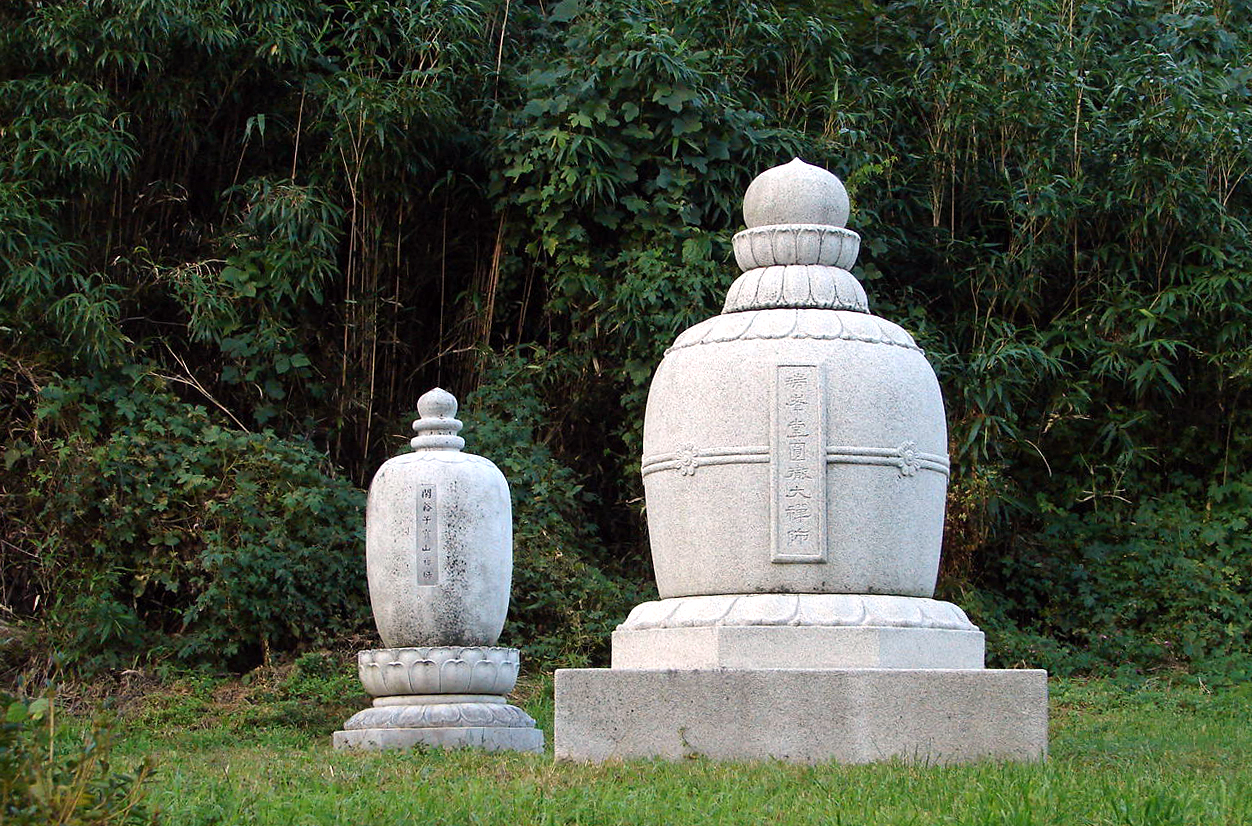
Korea Naksansa
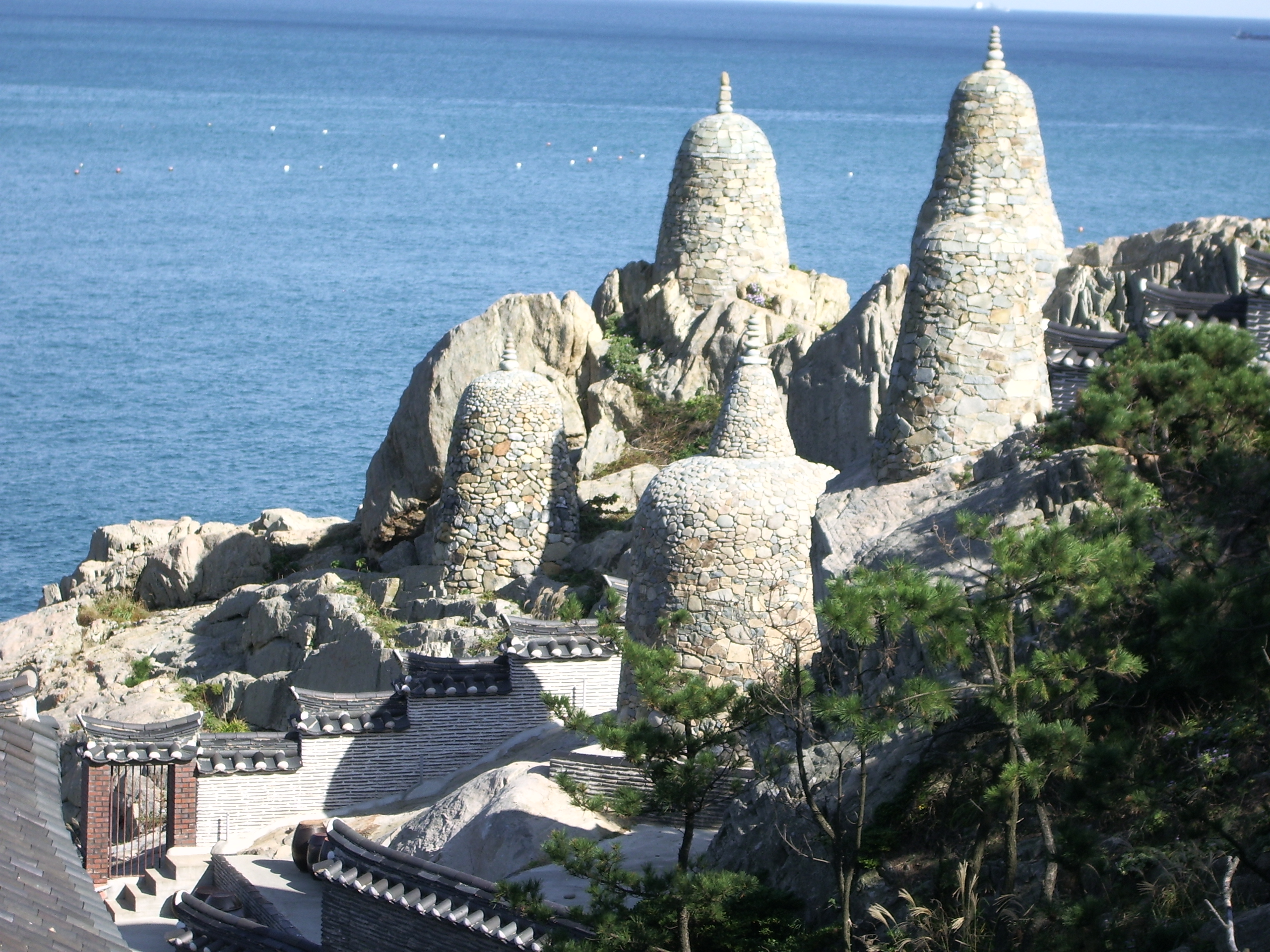
Stoepa's (tap's) van de Zuid-Koreaanse tempel van Haedong Yonggungsa
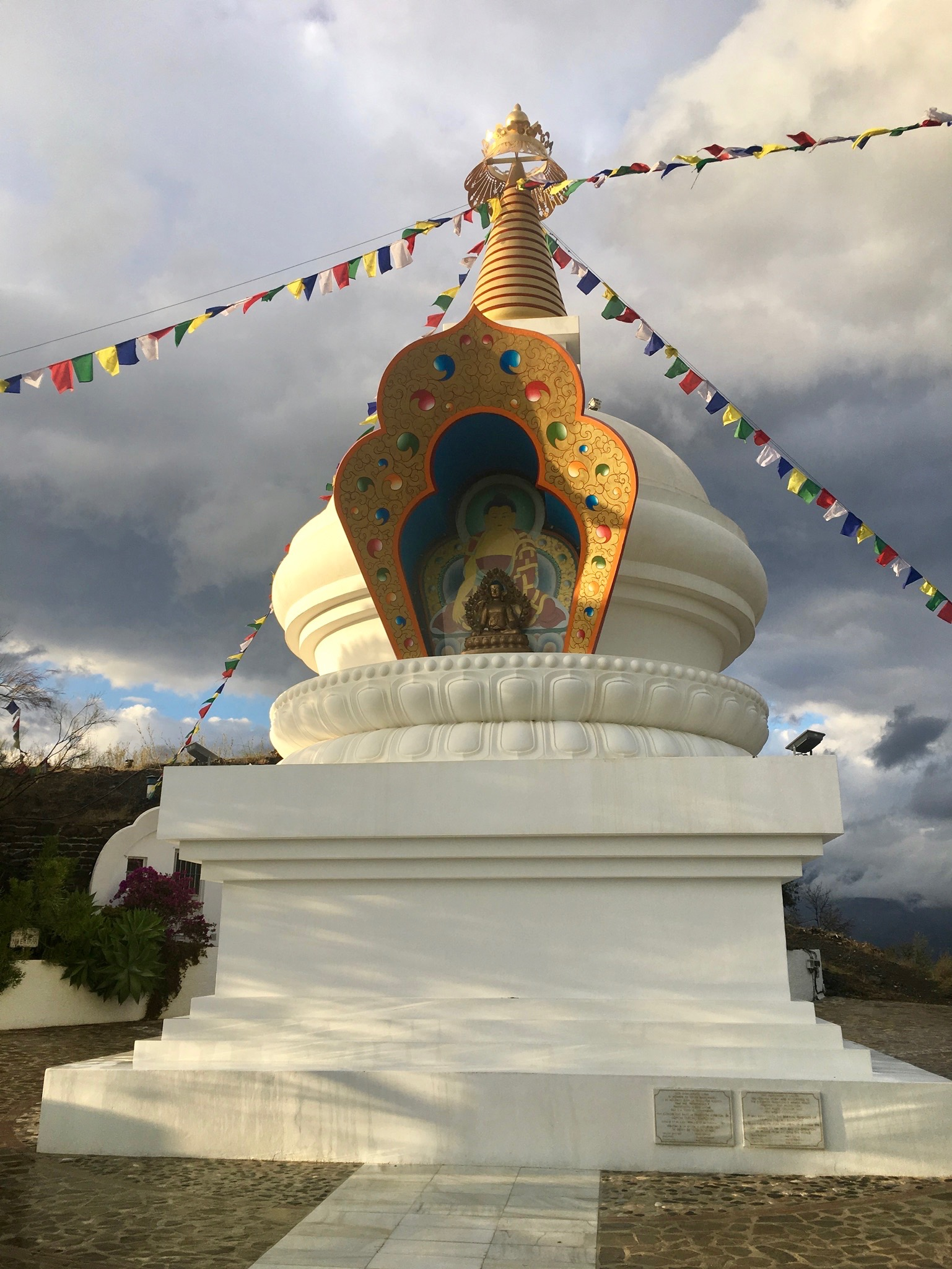
De Kalachakra Stoepa in Karma Guen, Spanje
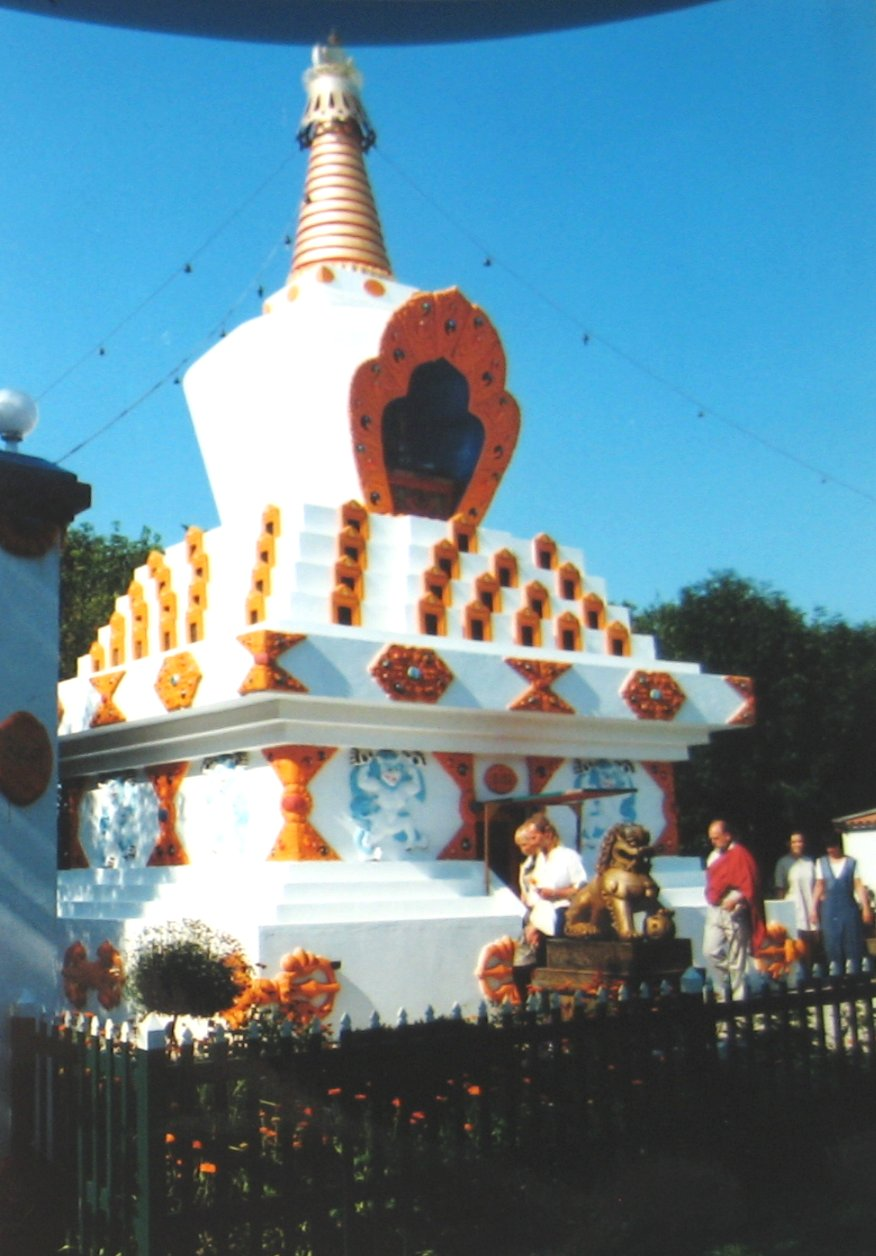
Karma Deleg Chö Phel Ling in Hantum, Nederland